# Калманка (Тюменская область)
Калманка — упразднённая деревня в Викуловском районе Тюменской области. Входила в состав Балаганского сельского поселения. В 2004 году исключена из учётных данных, в связи с прекращением существования.

## География
Располагалась на правом берегу реки Калманка, на расстоянии примерно 10 километре (по прямой) к северо-востоку от села Балаганы.

## История
До 1917 года входила в состав Чуртанской волости Ишимского уезда Тюменской губернии. По данным на 1926 год деревня Большая Калашанка состояла из 50 хозяйств. В административном отношении входила в состав Боровлянского сельсовета Викуловского района Ишимского округа Уральской области.

## Население
| 1989 | 2002 |
| ---- | ---- |
| 16   | ↘0   |

По данным переписи 1926 года в деревне проживало 271 человек (140 мужчин и 131 женщина), в том числе: русские составляли 87 % населения, украинцы — 13 %.